# FA WSL 2017-18
La FA WSL 2017-18 fue la séptima temporada de la FA Women's Super League, primera y segunda división de fútbol femenino en Inglaterra. En ella participaron 10 equipos de primera división y los dos primeros en la tabla, Chelsea y Manchester City, se clasificaron para la Liga de Campeones Femenina de la UEFA 2017-18. El Chelsea ganó el título de la WSL 1 y el Doncaster Rover ganó el de la WSL 2. 
Fue la primera temporada de invierno de Inglaterra, que comenzó en septiembre de 2017 y terminó en mayo de 2018. Para conectar la temporada 2016, de formato de verano, se jugó la Spring Series (temporada de primavera).
La Asociación Inglesa de Fútbol eliminó el sistema de ascensos y descensos al final de la temporada para hacer una reestructuración de la pirámide de fútbol femenino inglés para la temporada 2018-19.

## WSL 1

### Equipos
Ante la desaparición del Notts County Ladies antes de la Spring Series, 10 clubes solicitaron una plaza en la temporada 2017-18. De la segunda división, el campeón Everton y el subcampeón Doncaster Rovers también la solicitaron. El 9 de julio de 2017, la plaza se le otorgó al Everton.
En esta temporada no hubo un sistema de descensos y ascensos basados en los resultados de final de temporada debido a la reestructuración de la liga.
| Equipo          | Ubicación            | Estadio                 | Capacidad | Temporada 2016 | Spring Series |
| --------------- | -------------------- | ----------------------- | --------- | -------------- | ------------- |
| Arsenal         | Borehamwood          | Meadow Park             | 4,502     | 3º             | 3º            |
| Birmingham City | Solihull             | Damson Park             | 3,050     | 5º             | 7º            |
| Bristol City    | Filton               | Stoke Gifford Stadium   | 1,500     | 2º, WSL 2      | 8º            |
| Chelsea         | Kingston upon Thames | Kingsmeadow             | 4,850     | 2º             | 1º            |
| Everton         | Widnes               | Select Security Stadium | 13,350    | 3º, WSL 2      | 1º, WSL2      |
| Liverpool       | Widnes               | Select Security Stadium | 13,350    | 4º             | 4º            |
| Manchester City | Mánchester           | Academy Stadium         | 7,000     | 1º             | 2º            |
| Reading         | High Wycombe         | Adams Park              | 9,617     | 8º             | 6º            |
| Sunderland      | South Shields        | Mariners Park           | 3,000     | 7º             | 5º            |
| Yeovil Town     | Yeovil               | Huish Park              | 9,565     | 1º, WSL 2      | 9º            |

### Tabla de posiciones
| Pos. | Equipo          | Pts. | PJ | G  | E | P  | GF | GC | Dif. | Clasificación                                                         |
| ---- | --------------- | ---- | -- | -- | - | -- | -- | -- | ---- | --------------------------------------------------------------------- |
| 1    | Chelsea (C)     | 44   | 18 | 13 | 5 | 0  | 44 | 13 | +31  | Clasificación para la Liga de Campeones                               |
| 2    | Manchester City | 38   | 18 | 12 | 2 | 4  | 51 | 17 | +34  | Clasificación para la Liga de Campeones                               |
| 3    | Arsenal         | 37   | 18 | 11 | 4 | 3  | 38 | 18 | +20  |                                                                       |
| 4    | Reading         | 32   | 18 | 9  | 5 | 4  | 40 | 18 | +22  |                                                                       |
| 5    | Birmingham City | 30   | 18 | 9  | 3 | 6  | 30 | 18 | +12  |                                                                       |
| 6    | Liverpool       | 28   | 18 | 9  | 1 | 8  | 30 | 27 | +3   |                                                                       |
| 7    | Sunderland      | 16   | 18 | 5  | 1 | 12 | 15 | 40 | −25  | No solicitó una licencia, descendido a la FA Women's National League. |
| 8    | Bristol City    | 16   | 18 | 5  | 1 | 12 | 13 | 47 | −34  |                                                                       |
| 9    | Everton         | 14   | 18 | 4  | 2 | 12 | 19 | 30 | −11  |                                                                       |
| 10   | Yeovil Town     | 2    | 18 | 0  | 2 | 16 | 2  | 54 | −52  |                                                                       |

 Fuente: FA WSL
Criterios de clasificación: 1) Puntos; 2) Diferencia de goles; 3) Número de goles marcados

### Resultados
| Local \ Visitante | ARS | BIR | BRI | CHE | EVE | LIV | MCI | REA | SUN | YEO |
| ----------------- | --- | --- | --- | --- | --- | --- | --- | --- | --- | --- |
| Arsenal           | —   | 3–2 | 1–1 | 1–1 | 1–0 | 3–0 | 2–1 | 3–1 | 3–0 | 4–0 |
| Birmingham City   | 3–0 | —   | 2–0 | 0–2 | 2–1 | 4–0 | 2–0 | 1–1 | 2–0 | 3–0 |
| Bristol City      | 1–6 | 0–2 | —   | 0–2 | 2–1 | 0–2 | 1–6 | 0–5 | 1–2 | 1–0 |
| Chelsea           | 3–2 | 2–1 | 6–0 | —   | 1–0 | 1–0 | 0–0 | 2–2 | 2–1 | 6–0 |
| Everton           | 0–2 | 0–3 | 1–2 | 0–1 | —   | 0–2 | 2–3 | 2–1 | 5–1 | 3–1 |
| Liverpool         | 0–3 | 1–0 | 2–0 | 2–3 | 1–1 | —   | 1–0 | 0–3 | 3–1 | 8–0 |
| Manchester City   | 5–2 | 3–1 | 4–0 | 2–2 | 3–0 | 4–0 | —   | 0–2 | 3–0 | 5–0 |
| Reading           | 0–0 | 2–2 | 4–0 | 2–2 | 3–0 | 3–0 | 2–5 | —   | 0–1 | 3–0 |
| Sunderland        | 0–2 | 3–0 | 1–2 | 0–6 | 1–1 | 1–4 | 0–3 | 0–2 | —   | 2–1 |
| Yeovil Town       | 0–0 | 0–0 | 0–2 | 0–2 | 0–2 | 0–4 | 0–4 | 0–4 | 0–1 | —   |

### Estadísticas

#### Máximas goleadoras
Actualizado el 20 mayo de 2018 
| Puesto | Jugadora            | Equipo          | Goles |
| ------ | ------------------- | --------------- | ----- |
| 1      | Ellen White         | Birmingham City | 15    |
| 2      | Nikita Parris       | Manchester City | 11    |
| 3      | Bethany England     | Liverpool       | 10    |
| 4      | Remi Allen          | Reading         | 9     |
| 4      | Isobel Christiansen | Manchester City | 9     |
| 6      | Brooke Chaplen      | Reading         | 8     |
| 6      | Fran Kirby          | Chelsea         | 8     |
| 6      | Beth Mead           | Arsenal         | 8     |

## WSL 2

### Equipos
En la segunda división compitieron 10 equipos.
| Equipo                  | Ubicación     | Estadio                  | Capacidad | Temporada 2016 | Spring Series |
| ----------------------- | ------------- | ------------------------ | --------- | -------------- | ------------- |
| Aston Villa             | Tamworth      | The Lamb Ground          | 4,000     | 7º             | 4º            |
| Brighton & Hove Albion  | Lancing       | Culver Road              | 2,000     | 1º, WPL        | 6º            |
| Doncaster Rovers Belles | Doncaster     | Keepmoat Stadium         | 15,231    | 9º, WSL 1      | 2º            |
| Durham                  | Durham        | New Ferens Park          | 3,000     | 4º             | 5º            |
| London Bees             | Canons Park   | The Hive Stadium         | 5,176     | 6º             | 7º            |
| Millwall Lionesses      | Bermondsey    | St. Paul's Sports Ground | 2,500     | 8º             | 3º            |
| Oxford United           | Marston       | Court Place Farm         | 3,200     | 9º             | 10º           |
| Sheffield               | Dronfield     | Coach and Horses         | 2,000     | 5º             | 9º            |
| Tottenham Hotspur       | Cheshunt      | The Stadium              | 3,000     | 1º, WPL        | n/a           |
| Watford                 | Kings Langley | Global Metcorp Stadium   | 1,000     | 10º            | 8º            |

## Tabla de posiciones
| Pos. | Equipo                      | Pts. | PJ | G  | E | P  | GF | GC | Dif. | Ascenso |
| ---- | --------------------------- | ---- | -- | -- | - | -- | -- | -- | ---- | --- |
| 1    | Doncaster Rovers Belles (C) | 47   | 18 | 15 | 2 | 1  | 52 | 15 | +37  | Obtuvo y posteriormente rechazó la licencia para jugar en la WSL 2, descenso a la FA Women's National League |
| 2    | Brighton & Hove Albion      | 37   | 18 | 12 | 1 | 5  | 35 | 26 | +9   | Obtuvo la licencia para jugar en la WSL 1.                                                                   |
| 3    | Millwall Lionesses          | 36   | 18 | 12 | 3 | 3  | 40 | 23 | +17  | |
| 4    | Durham                      | 35   | 18 | 11 | 2 | 5  | 44 | 26 | +18  | |
| 5    | Sheffield                   | 28   | 18 | 9  | 1 | 8  | 40 | 31 | +9   | Obtuvo y posteriormente rechazó la licencia para jugar en la WSL 2, descenso a la FA Women's National League |
| 6    | London Bees                 | 23   | 18 | 6  | 5 | 7  | 29 | 32 | −3   | |
| 7    | Tottenham Hotspur           | 22   | 18 | 6  | 4 | 8  | 32 | 34 | −2   | |
| 8    | Oxford United               | 12   | 18 | 3  | 3 | 12 | 24 | 41 | −17  | No obtuvo la licencia para jugar en la WSL 2, descenso a la FA Women's National League                       |
| 9    | Aston Villa                 | 11   | 18 | 3  | 2 | 13 | 21 | 40 | −19  | |
| 10   | Watford                     | 4    | 18 | 1  | 1 | 16 | 8  | 57 | −49  | No obtuvo la licencia para jugar en la WSL 2, descenso a la FA Women's National League                       |

 Fuente: FA WSL
Criterios de clasificación: 1) Puntos; 2) Diferencia de goles; 3) Número de goles marcados
Notas:
1. ↑  Millwall Lionesses dedujo 3 puntos por usar a una jugadora que no podía ser elegida en el primer partido de la temporada.[9]

### Resultados
| Local \ Visitante       | AST | BRI | DON | DUR | LON | MIL | OXF | SHE | TOT | WAT |
| ----------------------- | --- | --- | --- | --- | --- | --- | --- | --- | --- | --- |
| Aston Villa             | —   | 0–1 | 0–4 | 1–3 | 3–3 | 0–2 | 1–0 | 3–4 | 1–1 | 4–0 |
| Brighton & Hove Albion  | 2–1 | —   | 1–0 | 3–2 | 3–1 | 0–3 | 5–1 | 1–0 | 2–0 | 4–1 |
| Doncaster Rovers Belles | 6–0 | 4–1 | —   | 3–1 | 3–1 | 2–2 | 4–0 | 3–2 | 3–0 | 3–1 |
| Durham                  | 3–0 | 4–0 | 1–2 | —   | 0–0 | 2–1 | 1–1 | 3–2 | 2–1 | 4–0 |
| London Bees             | 2–1 | 2–1 | 1–4 | 1–3 | —   | 2–3 | 2–1 | 0–0 | 1–2 | 3–1 |
| Millwall Lionesses      | 2–1 | 4–3 | 0–1 | 3–2 | 1–1 | —   | 1–0 | 2–1 | 4–1 | 3–1 |
| Oxford United           | 3–1 | 2–2 | 2–2 | 2–4 | 2–3 | 2–4 | —   | 1–0 | 1–2 | 1–2 |
| Sheffield               | 2–1 | 1–4 | 1–2 | 0–4 | 3–1 | 3–0 | 4–1 | —   | 4–3 | 4–0 |
| Tottenham Hotspur       | 2–0 | 0–1 | 1–4 | 6–3 | 1–1 | 1–1 | 2–1 | 2–4 | —   | 6–0 |
| Watford                 | 0–3 | 0–1 | 0–2 | 0–2 | 0–4 | 0–4 | 1–3 | 0–5 | 1–1 | —   |

### Estadísticas

#### Máximas goleadoras
Actualizado el 20 de mayo de 2018 
| Puesto | Jugadora          | Equipo                  | Goles |
| ------ | ----------------- | ----------------------- | ----- |
| 1      | Jessica Sigsworth | Doncaster Rovers Belles | 15    |
| 2      | Melissa Johnson   | Sheffield F.C.          | 12    |
| 3      | Kirsty Hanson     | Doncaster Rovers Belles | 11    |
| 3      | Beth Hepple       | Durham W.F.C.           | 11    |
| 5      | Charlie Devlin    | Millwall Lionesses      | 9     |